# Тит Бострийский
Тит Бостри́йский (др.-греч. Τίτος ὁ Βόστρης; IV век) — епископ, христианский писатель.
Место и год рождения неизвестны. Тит был епископом Бостры, в годы правления императоров Юлиана и Иовиана. Иероним Стридонский в своей книге «О знаменитых мужах» посвящает Титу 102 главу. В 361 году императором стал Юлиан, который восстановил язычество. Между христианами и язычниками до правления Юлиана периодически возникали столкновения. Для того, чтобы сохранить мир в государстве, укрепить язычество и ослабить христианство Юлиан решил удалить особо ревностных христианских епископов из городов, так он поступил в отношении Афанасия — изгнал его из Александрии, и в отношении Элевсия — изгнавши из Кизика. Подобная попытка была предпринята и в отношении Тита, император посылает своего вестника, а вестник убеждает бострийцев изгнать из города Тита, поскольку в случая народного возмущения виновниками император будет считать христианских клириков. Уговоры императорского вестника не помогли, Тит остался в Бостре. В ответ на действия вестника Тит написал письмо императору, в котором писал о том, что в Бостре христиане и язычники равноправны, а сам он как епископ постоянно увещевает христиан жить в мире с язычниками. Император продолжал враждовать против Тита, 1 августа 362 года он написал рескрипт бострийцам, в котором клеветал на епископа, внушая бострийцам изгнать Тита. Старания Иоавиана не дали результат, Тит остался епископом в Бостре. Сократ Схоластик относит Тита к числу македониан и акакиан, описывая Антиохийский собор в 363 году. Тит Бострийский участвовал в этом соборе и подписал его решение — подтверждение Никейский символ веры, в чисто омиусианском понимании.
Ермий Созомен называет Тита, вместе с Евсевием Емесским, Серапионом Тмуитским, Василием Анкирским, Евдоксием Германикийским, Акакием Кесарийским, Кириллом Иерусалимским, в числе знаменитейших и красноречивейших мужей процветших и в недре Церквей, написавших замечательные сочинения, которые они оставили потомству. Иероним Стридонский и Епифаний Кипрский упоминают о Тите как о писавшем против манихеев. Это сочинение — четырехтомник «Против манихеев», сохранилось и издано в 18 томе Греческой Патрологии. От других работ Тита сохранились лишь фрагменты, в частности толкование на Евангелие. Тит умер во времена правления императора Валента.